# ソビエト連邦における農業集団化
ソビエト連邦における農業集団化（ソビエトれんぽうにおけるのうぎょうしゅうだんか、ロシア語: Коллективизация в СССР、英語: Collectivization in the Soviet Union)とは、ソビエト連邦における農業政策で、集団農場のコルホーズや国営農場ソフホーズなどへ農民を加入させた運動をいう。たんに集団化ともいう。
ロシア革命、特に十月革命により没収された大地主の農場を母体とする。ロシア革命では土地国有が宣言され、1920年代は小農体制であったが、1930年代にはスターリンによって全面的強制的集団化が展開し、「クラーク（富農）」とされた人々数百万人が強制収容所などで殺害された。

## 革命と内戦の時代における農業政策

### 土地の国有化と食料独裁令
ロシア革命によって、地主階級は完全に消滅し、また、自作農（フートル農、オートルプ農）も、三圃制農法にもとづく共同体復活により消滅した。他方、農地だけでなく、1917年末から企業の国有化もすすみ、1918年6月にはほとんどの大工業が国有化された。
土地の国有化によって農民階層の平準化は行われたが、農業生産には重大な打撃が生じ、また、ロシア内戦(1917-22)によってロシア社会はさらに疲弊した。危機的状況を打開するため、1918年5月に食料独裁令が公布され、農産物は国家専売とされ、自由取引は禁止された。

### 経済復興のための労働義務
1918年11月に第一次世界大戦が終結すると、経済復興を課題とした1920年春の第9回共産党大会では、運輸・燃料部門の復興が最優先とされ、ついで機械生産部門、最後に消費財生産部門の復興が目指された。この全ての部門において、農民には、すべての労働者への十分な食料供給と生産が義務化され、燃料部門で必要な薪の調達、路線の除雪作業など関連する労働義務も課された。

### 農民の反乱と飢饉
1920年は凶作となり、国の指定する面積への穀物の種付けが強制された。重い負担に不満をもった農民は1920年、西シベリアやタンボフ県で反乱を起こした。1921年には反乱が拡大したため、赤軍正規軍が投入され、毒ガス弾も使用されるなどの熾烈なゲリラ掃討戦が実行された。
1921-1922には飢饉が発生した。1921-22年の飢饉でロシア正教教会が被災者を援助しようとすると、ソビエト政府は教会による援助を禁止した。これに反発した聖職者は逮捕され、8000人以上の聖職者が処刑され殺害された。

## スターリンによる「上からの革命」
1921年1月には、燃料危機、運輸危機、食糧難が連鎖的に発生し、3月にはクロンシュタットの反乱も起きた。また、共産党政権内部でも、党内の民主化を求める声があがり、党の中央集権制は崩壊寸前になっていた。1921年3月の第10回共産党大会では、穀物の国家専売制と割り当て徴発制を廃止し、現物税制度が導入され、農民が納税後に手元に残った農産物を自由に販売できるようになるとされた。
しかし、旱魃に対応するなか、党指導部は党員が過剰であるとの理由で党員をふるいにかける「党の総粛清」を開始し、古参党員をのぞく内戦期に入党したものが除名された。党歴の長さに応じて地位とヒエラルヒーがつくられ、古参党員による寡頭支配が成立し、これ以降、入党は厳しく制限された。1922年4月、スターリンが書記長に就任。1922年には社会革命党（エスエル党員）を被告とした社会革命党裁判が行われ、死刑判決を受けた。共産党にとっては農民は潜在的には「敵」（反革命分子）とみなされていた。
1920年代-1930年代のスターリンによる一元的支配の強化、5か年計画、農業集団化などは「上からの革命」ともいわれる。スターリンによる「上からの革命」で、それまでのネップ時代が終わった。
1923年の恐慌の対策をめぐって党内で対立も生じた。トロツキーは党の民主化を主張したが、1924年1月の第13回共産党協議会でトロツキーは敗北した。スターリンら主流派はソ連体制の正当性を工場労働者からの支持に見出し、労働者の入党キャンペーンを展開した。しかし、共産主義イデオロギーに陶冶することなく入党させることはさらに党内対立を招いた。
1925年の収穫高は戦前の水準に近づき、莫大な量の穀物の輸出の展望が開けたため、スターリン政権は重工業への投資を決定した。1925年5月スターリンは「ロシアにような後進国でも完全な社会主義を実現できる」とする一国社会主義論を唱え、金属工業を現代産業社会の基礎として重視した。これによりスターリンは党内での地位を不動のものとして確立した。

### 穀物の調達難
しかし、1925年夏には、穀物価格が上昇し、穀物調達が失敗し、経済困難が発生、さらに工業製品が出回らず、「商品飢饉」が発生した。
ロシアの都市工業は不安定で、都市と農村のネップ的関係を危機にさらした。経済困難の原因は、重工業への投資はただちに消費財の増産につながらず、消費財も都市で流通しても、農村では出回らないので、農民の生産意欲を減らしたためとされ、当時、穀物価格は市場取引に委ねられていたためでもあったとされた。スターリン政権は、穀物や木材の輸出による利益（差益）で解決することを決定し、農民から穀物を低く買い上げ、農民への規制を強化した。
1927年秋には、農産物を安く買い取ろうとする国への販売を農民がしぶったため、ふたたび穀物の調達難が起こった。これはただちに都市の食糧難となり、そしてソ連政府にとっては、穀物の輸出計画の挫折を意味し、さらには「社会主義建設」構想の基礎を崩壊させていくような危機的状況ともなった。

### 全面的集団化と富農（クラーク）絶滅政策
1927年の穀物調達難に対する非常措置として、1928年1月6日の党中央委員会指令を受けて、党幹部らは各地を視察し、穀物調達を促進した。これは1918年の食料独裁令と同様の、農民に穀物を供出させる方式で、共産党はこの穀物供出にあたって軍事的命令の形式で命じるようにし、不履行の場合は威嚇も用いた。スターリンはみずからシベリアにいって直接これを実施した。現地でスターリンは穀物の調達難の原因を「クラーク（富農）」という「階級上の敵」による売り惜しみにあると決めつけ、逮捕したり、市場の閉鎖、現地指導部の頻繁な更迭などが行われるようになった。こうして、1919年の割り当て徴発制度のような、農村共同体の連帯責任を重視した徴収方式、「ウラル・シベリア方式」が用いられるようになった。しかし、農民は政府への不信感を強め、播種面積を縮小しはじめた。
1928年7月、ブハーリンらは非常措置の即時撤廃を求め、スターリンと対立した。
1929年以降は、ウラル=シベリア方式という、農村共同体の決定を尊重して穀物調達と集団化の促進がはかられた。これは1928年の非常措置が不評であったからで、上からの強制ではなく、自発的なものという体裁を強調したものであった。しかし、実際には、農村に「全権代表」が派遣され、集会も意思決定も威嚇にもとづく強制的なものだった。1929年6月18日のロシア共和国法令ではウラル=シベリア方式が穀物調達と位置づけられ、また農業集団化の方式としても採用され、村ぐるみの集団化が促進された。こうした「全面的集団化」が1929年夏以降、各地で展開した。
しかし、「全面的集団化」方式において、クラークの処遇が問題となった。クラークを集団農場に入れれば、かれらは経営能力、読み書き能力などで農場を牛耳ることが危惧された。他方、クラークをコルホーズに加入させないなら、コルホーズの近くに豊かな個人経営農場が存在することになるおそれがある。
こうした危惧に対してスターリンは1929年11月7日の論文「偉大な転換の年」と続く総会において、全農民はいまやコルホーズに入りつつあると全面的集団化を確認するとともに、穀物の調達難の原因であるクラークは「最悪の敵」であり、彼らをコルホーズに入れることはできないとした。さらに、スターリンは1929年12月27日の演説で、農業集団化を加速させるために「富農（クラーク）をひとつの階級として絶滅する」と宣言した。
こうして、スターリン政権は、農民の生産意欲を減退させることを避けるために、集団農場コルホーズを設営し、農民をそこへ編入させる政策を実行していった。
1930年1月5日の党中央委員会では、ヴォルガ下流・中流、北カフカースなどの穀倉地帯での集団化を1930年秋まで、それ以外の地帯では1931年秋までに集団化を完了することが求められた。
1930年1月30日に政治局は、クラークの処遇を次のように決定した。
- 1)反革命活動に従事したクラークは強制収容所に送る、または死刑
- 2)それほどではないが反抗的なクラークは極北、シベリアに送る
- 3)ソヴィエト権力に従順なクラークは地区内追放

### 集団化による農業への打撃
1930年初頭、農業の集団化が猛然と進行を開始すると、農民はコルホーズの所有となる前に家畜を食べたり、また飼料不足によって家畜が激減した。また、集団農場から大量の脱退者が出て、多くの集団農場が崩壊した。集団化の時期に追放または逃亡した農民は数百万とも1000万ともいわれ、100戸-110万戸（一戸あたり5人とすれば500-550万人）が消滅し、また追放者は1000万人にのぼるともされる。急激な集団化によって農村は混乱し、党員が襲撃されたり、コルホーズの建物が放火されたり、家畜や農具が破壊されるなどした。
1930年3月2日、スターリンは「成功による幻惑」論文を発表、集団化政策が末端で歪曲されていると苦言を呈し、責任を末端の党員に転嫁すると、これによりさらにコルホーズからの大量脱退が生じた。
コルホーズは国営のソフホーズと違って、財政的保障がなく、収益分配も最低保障がなかったことも苦境の一因であった。
1930年6月7月の第16回党大会でスターリンは工業化と農業集団化の勝利について語り、目標が達成できないのは「ブルジョワ反革命分子」による妨害と断じた。
1930年秋から31年春にかけて、勤労農民党、産業党、メンシェヴィキ・ヒーローなどが摘発され、同時期に、党内でもリューチン、スレプコフらが除名され、スイルツォフ、ロミナッゼらも異端分子として除名した。

### 社会主義的財産保護法
飢饉が発生していたにもかかわらず、スターリン政権は締め付けを強化した。1932年8月7日に成立した社会主義的財産保護法は、「社会主義的財産」とみなされたものへの罪を厳罰化し、全財産没収をともなう死刑、または10年の自由剥奪に処された。穀物は「社会主義的財産」とみなされた。スターリンは、反ソ連・反共産党の「敵階級の残存」勢力が、コルホーズの国有財産を窃取し横領していると主張した。スターリンによれば、農業の集団化以前には農民はたがいに切り離されていたため、反革命分子が潜入することは難しかったが、集団農場になると、反革命分子の潜入活動は大きな効果をあげることができるとした。
さらに、1932年末から1933年初めに国内パスポートが義務づけられたが、コルホーズ農民には国内パスポートが交付されなかった。このため、農民は仕事をもとめて都市に行くこともできず、土地に緊縛された。農民にパスポートが交付されなかったのは：農民の都市流出をくいとめるためであったが、実際には、都市でも労働力が不足していたため、鉱山や建設地で雇用されることもあった。しかし、農民の移動は厳しく制限され、農奴のように土地に緊縛されたのはたしかであった。
またコルホーズに機械技術を提供するMTS（エム・テー・エス、機械・トラクター・ステーション）と政治部がソフホーズに設置された。1933年1月に設置された政治部では、政治部長はMTS副部長となり、また副部長はOGPU代表でもあった。この政治部は、コルホーズの役員や党員を多数逮捕したり、更迭した。政治部の過度な行動は、スターリンとモロトフが1933年5月に「無秩序な逮捕」を抑制するよう求めるほどだった。1934年11月に政治部は廃止された。
ウクライナ指導部の転覆を試み、1933年7月、スクルイプニクが自殺した。同様の政治的引き締めは、ベロルシア、中央アジア、ザカフカースでもみられた。
集団化とクラーク撲滅が進展していくのと並行して、スターリンは党内でも「反革命分子」を摘発する「大粛清（大テロル)を展開していた。

### 集団化の完了（1934)
1933年に大飢饉はあったものの、1934年に集団化は完了した。1935年にはコルホーズ模範定款が定められた。
なお、1934年の穀物の収穫高は良好で、1936年は凶作、1937年は大豊作となった。

## その後
1930年代にコルホーズの視察をして農業集団化の過酷な実態を目撃した作家ボリス・パステルナークは、1957年の小説『ドクトル・ジバゴ』で「革命がおきて、農民が目をさましたとき、彼らは自分の夢が実現するものと決めこんでしまった。それは、自分自身の土地で自分の手で自由に働き、完全に独立して誰でもなににも縛られず、無政府主義的に生きるという昔からの夢でした。ところが専制国家の古い迫害の代わりに彼らが目にしたのは、新しい革命的全体主義国家の、もっと残酷な束縛だった」と書いている。
ソ連政府は1980年代後半のペレストロイカまで飢饉が起こったことさえ認めてこなかった。

## 集団化による犠牲者
集団化とクラーク（富農）撲滅運動、そして飢饉(1932-34)によって多大な犠牲が出た。飢饉はすでに1929年末からはじまっていたともいう。
農業集団化に抵抗した農民は「クラーク（富農）」と認定され、何百万人も極北やシベリアの強制収容所グラグに強制移住させられた。マルクス経済学者の渡辺寛は強制収容所へ追放されたものは550万人で、多くは現地で死亡したとする。
集団化政策は農業に打撃をあたえただけでなく、飼料不足で家畜も死に、また、農民たちは自分が「富農」とみなされないために家畜を殺処分するなど、畜産の打撃もひどかった。1928年から33年までに牛と馬は半減し、羊と山羊は三分の一と激減した。1928-1933年のあいだに、牛は6000万頭から3350万頭へ、羊およびヤギは1億4700万頭から5000万頭へ、馬は3200万頭から1700万頭へ、豚は2590万匹から1220万匹に減った。
しかし、ソ連政府は強制調達をやめず、1932年から1934年にかけてウクライナ、北カフカース、ヴォルガ流域、カザフスタンでも飢饉が発生し、数百万人が犠牲となった。
カザフスタンでは遊牧民の強制的定住化が行われたことが飢饉の原因ともなった。カザフスタンでの畜産は壊滅的な打撃となった。
ウクライナでは、当時の人口の一割以上の400万人から600万人が飢饉によって犠牲となった。ウクライナでの飢饉をウクライナ語で「ホロドモール」ともいう。
ソ連史研究者の塩川伸明は、飢饉の原因はソ連政府による過酷な穀物調達の強行にあったことは明らかで、この飢饉は人災であったとする。ただし、ウクライナ人を抹殺する意図があったかについては（1997年時点で）証明されていないと指摘する。

### 統計（推計）
強制収容所での死亡は飢饉を直接の原因としたものでなく、同様に、集団化を原因とした犠牲と飢饉による犠牲も異なるが、それぞれを厳格に分けることには困難が伴い、また犠牲者数には諸説ある。1930年代の集団化、飢饉、大テロルの犠牲者の総数の推計については、時期、死因、範囲などの違いで数字は大きく異なり、集団化による犠牲の統計的把握は困難である。
イギリスの歴史学者ロバート・コンクエストによる1930年代のソ連の農業政策における犠牲者数の推計は以下の表1.2にある通りである。
| 農民の死亡者         | 1100万人 |
| 強制収容所での死亡者 | 350万人  |
| 合計                 | 1450万人 |

| 富農撲滅運動による死者数         | 650万人                                                       |
| 農業集団化によるカザフ人の死者数 | 100万人                                                       |
| 1932-33年の飢餓の死亡者数        | ウクライナ：500万人,北カフカース:100万人,その他の地域:100万人 |
| 合計                             | 1450万人                                                      |

塩川伸明の1997年のまとめによれば、1930年代の集団化、飢饉、大テロルのスターリン体制の犠牲者の総数については、1980年代以降、論争があり、犠牲を大きく見積る見方では、1930年代の犠牲者総数は1600万-2200万人、うち集団化の犠牲500万、飢饉による死亡500万-750万、大粛清による死者500万-1000万人、戦後の犠牲も含めれば2500万人以上ともされた。（表3)
これに対して、1926-1939年の犠牲者総数は480万-550万人、うち1932-34年飢饉で300万-400万人、1930年代大粛清の犠牲100万-200万人とする見解も公表された。1926年と1939年の人口調査比較によって、この間の不自然な人口消滅が約550万人とする説があるが、これには国外流出なども含まれる。（表4)
| 1930年代の犠牲者総数 | 1600万-2200万人（戦後も含めれば2500万人） |
| 農業集団化の犠牲     | 500万                                     |
| 飢饉による死亡       | 500万-750万                               |
| 大粛清による死者     | 500万-1000万人                            |

| 1926-1939年の犠牲者 | 480万-550万人（国外流出なども含む) |
| 1932-34年の飢饉     | 300万-400万人                      |
| 大粛清の犠牲        | 100万-200万人                      |

ソ連崩壊以降の資料公開
ペレストロイカ・ソ連崩壊以降の原資料の公開で、1937年の人口について、これまでのソ連の公式発表で1億6400万人、一部の欧米研究者の推計の1億5600万人の中間の、1億6200万人であったことがわかり、1939年の人口も欧米の推計ほどではなかったことがわかった。これで再計算すると、1926-1939年の過剰死亡者総数は790万人、ウクライナの1932-34年飢饉の被害は200万-300万人（出生率低下をふくめた人口喪失では350万-400万人）、その他の地域の犠牲は400万-600万人とされる。
ただし、カザフスタンについては中国への流出と死亡が区別困難であり、また飢饉のなかで死んだため登録されなかった乳幼児が200万いたともされる。
過剰死亡の総数から飢饉をひき、集団化による犠牲50万-100万をひくと、粛清による犠牲は150-300万人となる。
刑事弾圧については、1930-1953年の間で裁かれたのは約406万人、うち銃殺刑は80万人という数字が公表された。
被拘禁者については、1939年で約132万人、コロニー（政治犯は少ない短期の刑）36万、監獄での未決囚35万、「特別居住区」に約94万（うち大半がクラークとして追放されたもの）で、総計296万人。なお、「特別居住区」は第二次世界大戦中から戦後にかけて急膨張した。
| 1926-1939年の過剰死亡者  | 790万人                                                         |
| ウクライナ飢饉（1932-34) | 200万-300万人 （出生率低下をふくめた人口喪失では350万-400万人） |
| その他の地域の飢饉       | 400万-600万人                                                   |
| 集団化による犠牲         | 50万-100万                                                      |
| 粛清による犠牲           | 150-300万人。 銃殺刑は80万人（1930-1953)                        |

## 関連作品
- ショーロホフ「開かれた処女地」
- F.パンフョーロフ「ブルスキー」
- セルゲイ・ザルイギン(Sergey Zalygin)「イルティシ川のほとり」(1964年)
- V.アスターフィエフ「魚の王様」[25]

## 関連文献
- 保田孝一「ソ連における農業集団化運動とクラークの絶滅について」岡山史学16号、p1～24、1966-07
- 保志恂『現代農業問題論究』 御茶の水書房、2002年